# Château de la Muyre
Le château de la Muyre (ou la Muire) est un ancien château fort situé à quelques kilomètres du bourg de Domblans, dans le département français du Jura. Il frappe par l'équilibre de son architecture au sein du cadre verdoyant de son parc.

## Histoire
Au XIIe siècle un premier château aurait été construit sur des ruines gallo-romaines[réf. nécessaire].

Armes des Grivel-Perrigny

Le château actuel de la Muyre a été construit à partir du XVe siècle. Il est la propriété des comtes de Grivel, depuis 1624. Il a bénéficié pendant 20 ans d'importants travaux de restauration, en collaboration avec quelques Compagnons.

## Architecture
Les parties les plus anciennes du château de la Muyre datent du XVe siècle et du XVIe siècle. Puis les travaux et les remaniements ont été importants en particulier au XIXe siècle et les datations 1581 et 1616 seraient des réemplois de pierres datées. Une galerie de la chartreuse de Vaucluse à Onoz a été reconstruite vers 1956.